# Misthaufen (Berg)
Der Misthaufen ist ein 2436 m ü. A. hoher Berg im Lechquellengebirge auf dem vorarlbergischen Gemeindegebiet von Sonntag in Österreich. Er liegt nördlich der Roten Wand und reiht sich in den Grat mit Bettlerspitze (2272 m ü. A.), Klesenzahörner (2276 m ü. A.) und Gadnerköpfe (2271 m ü. A.) vor die Hirschenspitze (2501 m ü. A.) über dem Gadnergschröf.

## Wortbedeutung

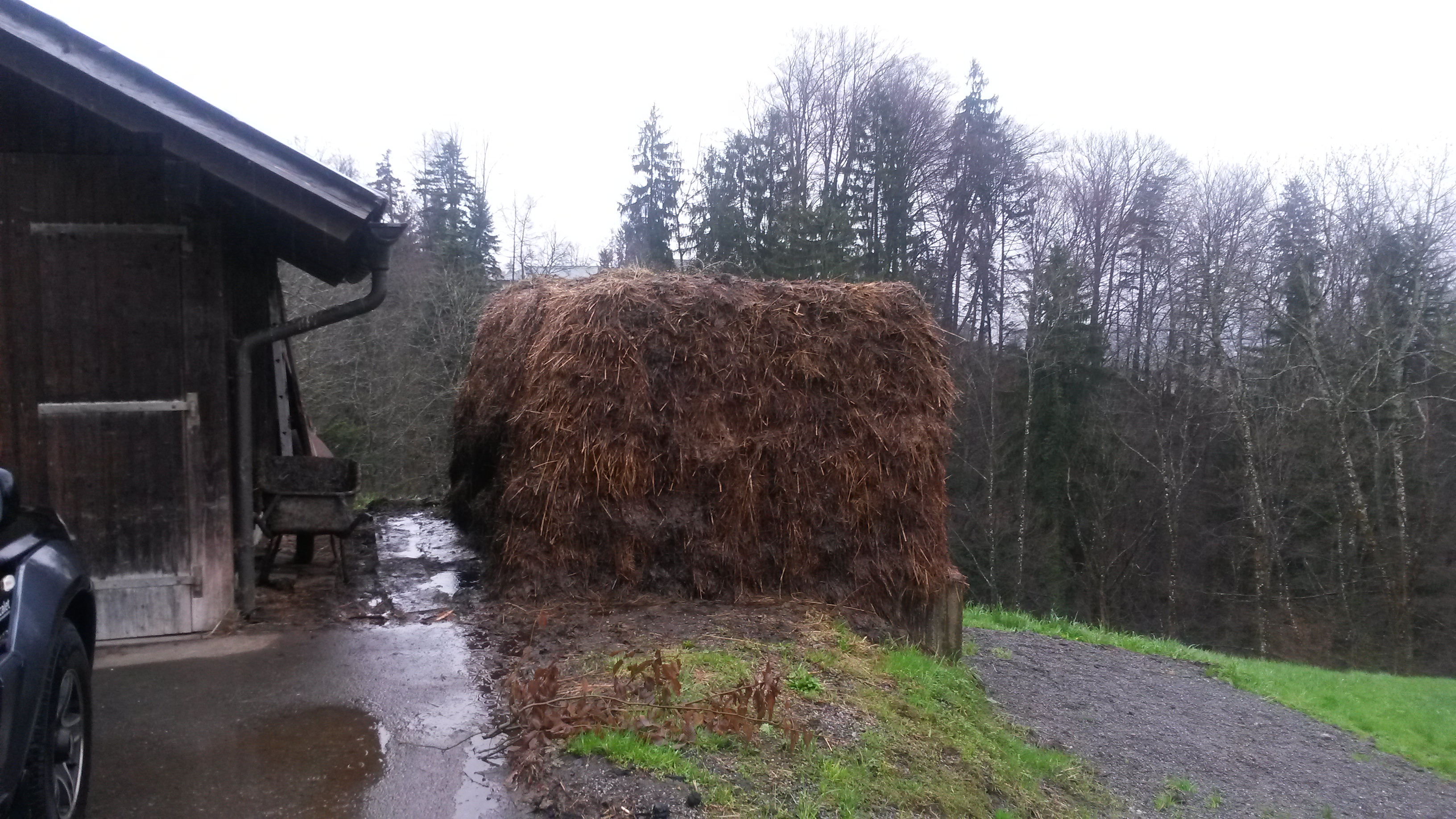
Misthaufen in Bantlingen, Dornbirn, Vorarlberg, Österreich.

Der Name des Berges Misthaufen steht in Zusammenhang mit dem Misthaufen aus der Agrarwirtschaft, einer Ansammlung von Mist. Der Mist wurde in Vorarlberg, im benachbarten Allgäu und der benachbarten Schweiz bzw. Liechtenstein noch vor wenigen Jahrzehnten in quadratischer oder rechteckiger Grundform vor dem Bauernhof angelegt und nach oben gezogen, so dass ein mehr oder weniger großer Würfel entstand. Dabei war ein schön gebauter Misthaufen eines Bauernhofes sprichwörtlich „der Stolz eines jeden Bauern“. Der Berg Misthaufen ähnelt in seiner Form einem solchen, schön gebauten Misthaufen auf einem Bauernhof in früherer Zeit.

## Anstiege
Es gibt zwei lange (fünfstündige), im oberen Teil weglose Anstiege von Bad Rotenbrunnen, bei denen der Berg über das Diesnergschröf oder das Gadnergschröf angegangen wird. Im ersten Fall beträgt die Schwierigkeit am Gipfelaufbau I+ UIAA, im zweiten Fall II.